# Warner Music Group
Pour les articles homonymes, voir Warner.
 (juillet 2008).
Warner Music Group (WMG) (anciennement WEA Records) est un groupe d'édition de disques qui appartient au consortium Access Industries. Il est le troisième plus gros consortium de l'industrie du disque derrière Universal Music Group et Sony Music Entertainment.

## Historique

### Années 1950-1960
WMG est la seule des quatre géants du disque à ne pas avoir comme ancêtre commun Columbia Phonograph Company ou Berliner Gramophone. L'origine de WMG est la création de Warner Bros. Records en 1958, une division de Warner Bros Pictures. À l'époque Warner Bros Pictures n'avait pas de division musicale ou de labels au moment où l'un de ses acteurs, Tab Hunter, enregistre une chanson à succès pour Dot Records, qui était la division musicale rivale de Paramount Pictures. Pour éviter que l'un de leurs acteurs n'enregistre pour une compagnie concurrente et pour aussi capitaliser sur l'industrie du disque, Warner Bros. Records est créé par Jack Warner. En 1963, Warner Bros. Records achète Reprise Records, fondé par Frank Sinatra trois ans plus tôt pour avoir un meilleur contrôle sur ses propres enregistrements. Avec l'acquisition de Reprise Records, Warner gagna les services de Mo Ostin qui contribuera aux succès de Warner/Reprise.
Une succursale est ouverte au Canada en 1967, Warner Reprise Canada Ltd, maintenant appelé Warner Music Canada Co.
En 1967, Warner Bros. est vendu à Seven Arts Productions, formant alors la Warner Bros.-Seven Arts. La même année, il acquiert Atlantic Records, fondé en 1947 et est le plus vieux label de WMG, ainsi que sa succursale Atco Records. Cette acquisition amène Neil Young dans le panel d'artiste de la compagnie, comme membre initial du Buffalo Springfield. Young est devenu l'un des artistes solo ou avec des groupes le plus ancien de WMG, d'abord sous le label Atlantic appartenant à Warner, puis Atco et enfin Reprise Records bien qu'il ait aussi enregistré cinq albums pour le label concurrent Geffen Records. Le catalogue Geffen, qui appartient désormais au Groupe Universal Music, sont les seuls enregistrements importants de Young qui ne sont en la possession de WMG.

Logo Atlantic record.

Atlantic, sa succursale Atco Records et son associé Stax Records, permettent à Warner d'asseoir sa position dominante dans l'industrie du disque. L'achat du catalogue d'Atlantic, qui inclut des enregistrements de Ray Charles, The Drifters, The Coasters et beaucoup d'autres. Vers le milieu des années 1960, Atlantic/Stax sortent toute une série d'artistes de Soul Music avec des artistes comme Booker T § the MGs, Sam § Dave, Wilson Pickett, Otis Redding, Ben E.King et Aretha Franklin. Mais la vente d'Atlantic oblige Stax à quitter le label parce que le nouveau patron, Warner, exerce des pressions trop importantes pour obtenir les droits des enregistrements de Stax. Cependant, Atlantic décide de s'investir plus intensément sur la scène rock et pop vers la fin des années 1960 et 1970, signant des artistes majeurs britanniques et américains comme Led Zeppelin, Cream, Crosby, Stills, Nash and Young, Yes, Average White Band, Faces, Dr. John, King Crimson, Bette Midler et Foreigner.
En 1969, seulement deux ans après le rachat par Seven Arts, la Warner Bros.-Seven Arts company est vendue à Kinney National Company pour 400 millions de dollars. Kinney (qui plus tard changea de nom pour devenir Warner Communications) fusionne toutes les activités de tous les labels et nomme un seul CEO, Steve Ross, pour mener la compagnie. De sa nomination jusqu'à sa mort en 1994, sa période à cette fonction restera comme la plus florissante de la compagnie.
Une tentative de Warner Bros. Records de créer un réseau de distribution interne en 1958 n'arrive pas à son terme. Donc en 1969, le patron de Elektra Records, Jac Holzman, approche le patron de Atlantic, Jerry Wexler avec l'idée de créer un réseau de distribution conjointement pour Warner, Elektra et Atlantic. Une filiale expérimentale est ouverte en Californie du Sud pour une possible expansion en cas de succès. Donc à l'été 1969, Atlantic Records accepte d'assister Warner Bros. pour créer des succursales à l'étranger. Mais des rivalités entre les labels persistent. Quand le directeur général, Phil Rose arrive en Australie pour créer une succursale locale, il découvre que le label Atlantic a signé une semaine plus tôt un contrat d'exclusivité de quatre ans avec le label australien Festival Records.

### Années 1970

Logo WEA à partir de 1971.

Durant les années 1970, la Warner établit une position dominante dans l'industrie du disque. En 1970, elle achète Elektra (fondé par Holzman en 1950) pour 10 millions de dollars devenant un leader dans le rock avec The Doors, Tim Buckley et Love. Elle acquiert aussi un catalogue de musique folk ainsi que les succès commerciaux provenant de la musique classique du label Nonesuch Records. La même année, le groupe établit ses premiers bureaux en Australie. À cette même période, le nom Seven Arts est abandonné au profit de Warner Bros. En octobre 1972, date à laquelle un assouplissement des lois antimonopole américaines permet au groupe Warner Communications Inc. de regrouper ses trois compagnies de disques sous le nom de WEA Records. Le nom WEA est constitué par les initiales de chaque compagnie du groupe : Warner, Elektra et Atlantic. Warner Bros. crée une filiale : Casablanca Records mené par Neil Bogart. Mais quelques années plus tard Casablanca deviendra indépendante de Warner Bros.

### Années 1980
Une proposition de fusion internationale en 1983 entre PolyGram et WEA est interdite par le Federal Trade Commission américain et le bureau des cartels allemand. Philips, à moitié possesseur de PolyGram, achète alors 40 % de plus de la compagnie à son partenaire Siemens, puis le reste en 1987. La même année, Polygram cède ses activités d'édition et de cinéma, ferme PolyGram Pictures et vend Chappell Music à Warner pour 275 millions $. En 1988, WEA prend le prestigieux label de musique classique Teldec et le label britannique Magnet Records.
En 1989, WEA se retrouve dans le giron du conglomérat Warner qui a été constitué par la fusion des groupes Time Inc. et Warner Communications Inc. À la suite de la fusion, WEA continue à acquérir des labels indépendants comme CGD Records en Italie et MMG Records au Japon en 1989.

### Années 2000
En novembre 2003, Warner se désengage du Warner Music Group (nouveau nom de WEA) qui est racheté 2,6 milliards de dollars par un consortium dirigé par Edgar Bronfman, Jr. (en)
Le 20 juillet 2011, le groupe est acheté par le milliardaire Leonard Blavatnik, propriétaire de Access Industries, au coût estimé de 3,3 milliards USD.
En juin 2013, WMG achète le label russe Gala Records, créé en 1988 et longtemps connu comme distributeur de EMI.
En septembre 2017, Warner Music Group intègre, dans ses rachats, le label Spinnin' Records réputé dans le monde de la musique électronique pour son catalogue d'artistes tel que Martin Garrix, Avicii, Moby ou encore Bob Sinclar.
En février 2024, le groupe annonce la suppression de 600 emplois soit 10 % de ses effectifs, en même temps qu'un bénéfice en forte croissance au cours du dernier trimestre (193 millions de dollars), faisant suite à deux années fiscales où les bénéfices ont dépassé 400 millions de dollars,.

## Direction d'entreprise
- Edgar Bronfman, Jr. (en) – président du directoire
- Stephen Cooper - directeur général
- Lyor Cohen – vice-président du directoire, président du directoire et CEO (PDG et DG) de Recorded Music pour les marchés américains et britanniques.
- David H. Johnson – président du directoire et CEO (PDG et DG) de Warner/Chappell Music
- Michael D. Fleisher – vice-président du directoire (vice-PDG), spécialisé « Stratégique et Opérationnel »
- Michael Nash – vice-président et directeur général pour la stratégie numérique et développement de l'activité.

## Les sociétés de Warner Music Group

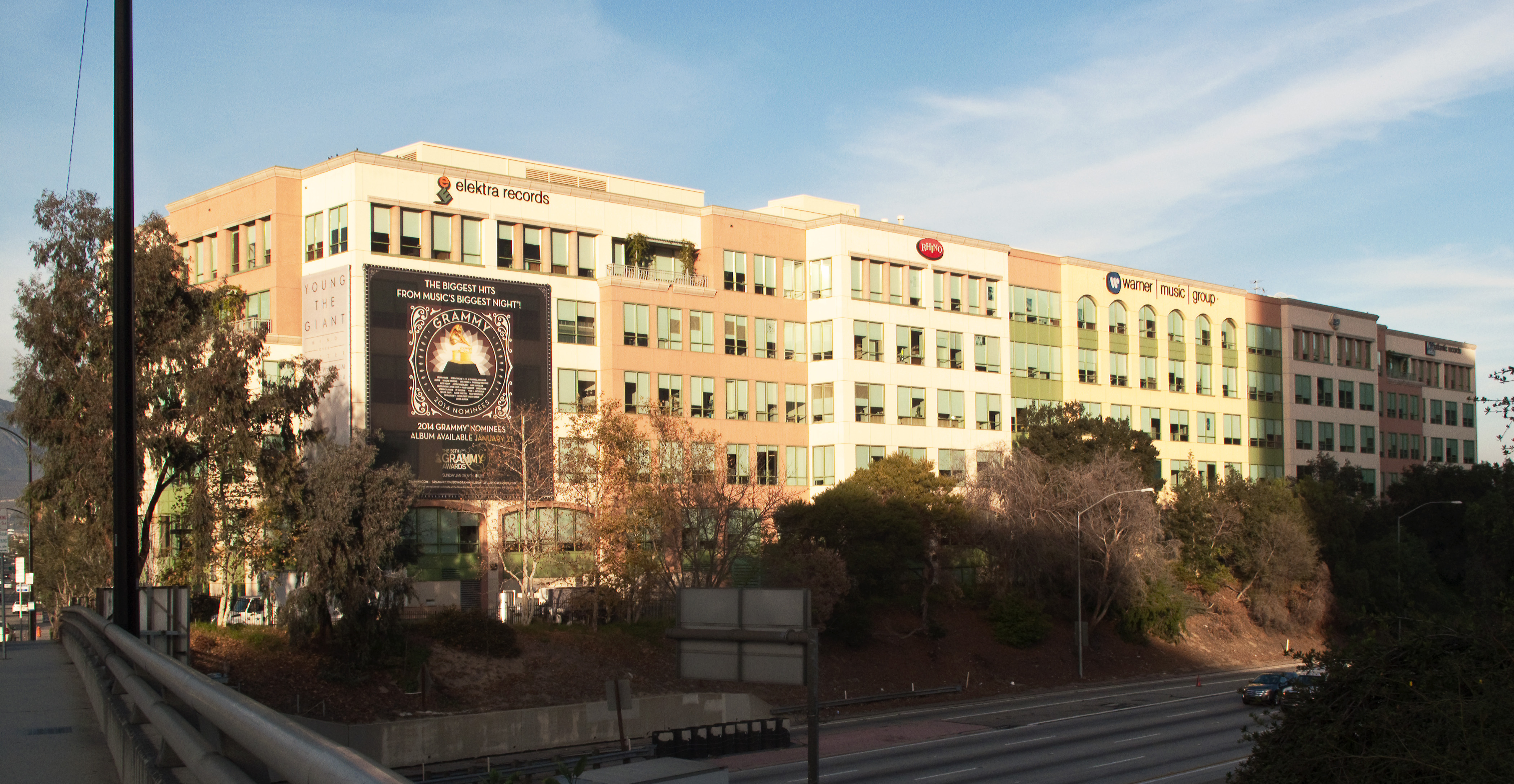
Siège du Warner Music Group à Burbank arborant plusieurs logos de label.

### Labels
- 14th Floor Records
- Alternative Distribution Alliance
- Asylum Records
- Atlantic Records Group
- Kontor Records
- Rhino Entertainment
- Independent Label Group (créé en 2006)
- Teldec
- Mariann Grammofon AB
- Parlophone (acheté en 2013)
- Atco Records
- Bad Boy Records
- Big Beat Records
- Chrysalis Records (jusqu'en 2016)
- Cotillion Records
- Cordless Recordings
- East West Records
- Elektra Records
- Erato
- Grand Hustle Records
- Hostile Records
- Roadrunner Records
- London Records
- Machine Shop Recordings
- Maverick Records
- Nonesuch Records
- Reprise Records
- Rykodisc
- Sire Records
- Spinnin' Records
- Warner Bros. Records
- Warner Music Nashville
- Warner Classics

### Divisions locales de Warner Music
- Afrique du Sud
- Allemagne
- Argentine
- Australie
- Brésil
- Canada
- Chili
- Espagne
- France
- Finlande
- Grèce
- Irlande
- Italie
- Japon
- Latina
- Mexique
- Moyen Orient
- Norvège
- Pays-Bas
- Pologne
- Portugal
- Royaume-Uni
- Scandinavie
- Suisse
- Suède
- Thaïlande

## Exemples d'artistes internationaux publiés par le groupe
- Bruno Mars
- Bohemia Suburbana
- Bootsy Collins
- Clean Bandit
- Charli XCX
- Charlie Puth
- Conor Maynard
- Coldplay
- David Guetta
- Deep Purple
- Dua Lipa
- Ed Sheeran
- Fally Ipupa
- Flo Rida
- Funkadelic
- Kylie Minogue
- Kinga Głyk
- Linkin Park
- One Ok Rock
- Madonna
- Megan Thee Stallion
- Prince
- Ray Charles
- The Doobie Brothers
- Ty Dolla $ign
- Wiz Khalifa
- Young Thug
- Zapp

…